# Melanodryas
Melanodryas is een geslacht van zangvogels uit de familie Australische vliegenvangers (Petroicidae).

## Soorten
Het geslacht kent de volgende soorten:
- Melanodryas cucullata  – Zwartkopvliegenvanger
- Melanodryas vittata  – Tasmaanse vliegenvanger